# Pristonesia parcetil
Pristonesia parcetil (лат.) — вид ос-бетилид из надсемейства Chrysidoidea (Bethylidae, Hymenoptera).

## Распространение
Встречаются в Афротропике (ЮАР).

## Описание
Мелкие осы-бетилиды (длина тела около 4 мм). Известны только по самцам. Этот вид отличается от других представителей рода тем, что апикальный набор щетинок эдеагуса очень редкий, всего по две щетинки с каждой стороны.
Длина тела 4,0-4,5 мм. Длина переднего крыла 3,2-3,5 мм. Усики 1,7-2,0 мм длины. Голова и мезосома темно-коричневые, почти чёрные; наличник темно-коричневый; усики темно-коричневые; щупики коричневые; мандибулы темно-коричневые; ноги коричневые; брюшко темно-коричневое; крылья прозрачные, жилки светло-каштановые, надкрылья более тёмные.

## Классификация
Вид впервые описан в 2022 году в ходе ревизии, проведённой в 2018 и 2020-х годах бразильскими энтомологами Isabel Alencar, Magno Ramos и Celso Azevedo. Сходен по строению гипопигия и гениталий с видом Pristonesia uvenil. Вместе с другими видами Pristonesia включён в подсемейство Pristocerinae.